# Désakna
Désakna (románul: Ocna Dejului) falu Romániában, Kolozs megyében.

## Fekvése
A Kolozsvár-Almási hegycsoport keleti szélén, Déstől délnyugatra, a désaknai sóbánya Déstől 3 km, Kolozsvártól 60 km távolságra található.

## Története
A désaknai sóbányákban a római kortól kezdve folyt a kitermelés.
Várát valószínűleg az Árpád-korban építették az itteni sóbányák védelmére, de a vár meglétéről okleveles említés nem maradt fenn. A vár maradványai a temető nyugati oldalán találhatóak. 1236-ban IV. Béla oklevelében említik a désaknai sót.
A 12. században alapított falut 1236-ban Deesakna, 1248-ban Deszakna, 1427-ben oppidium Deesakna, 1553-ban Aknafalva néven említik. Tatárjárás előtti templomának meglétéről a Puszta-templom dűlő és a Szent Péter-hegy nevek alapján lehet következtetni, azonban az egyházára vonatkozó első adat (1332) a pápai tizedjegyzékben található. Déshez való közelsége ellenére már a középkorban önálló vásáros hely volt. A 15. században királyi fennhatóság alatt álló mezőváros volt.
A római időkből datálódó bányákban a 12. -13. századig folyt a sókitermelés, ezután kezdődött el a sókitermelés azon a környéken, ahol most is folyik. 1239, 1291, 1365, 1465-ből fennmaradtak olyan dokumentumok, amelyek arról szólnak, miképp is működött itt a sókitermelés. [forrás?]
A 18. században Belső-Szolnok vármegye alsó kerületéhez tartozott. 1876-tól a trianoni békeszerződésig Szolnok-Doboka vármegye dési járásához tartozott.
A bánya első javítása és modernizálása 1882-ben történt, ekkor nyílt meg a vasúti összeköttetése a bányának a környező nagy városokat átszelő vasúthálózattal.

## Lakossága
- 1850-ben 2060 lakosából 1202 román, 798 magyar.
- 1880-ban 1879 lakosából 1063 román, 766 magyar.
- 1900-ban 2305 lakosából 1331 román, 944 magyar.
- 1930-ban 2885 lakosából 1779 román, 1045 magyar.
- 1966-ban 2831 lakosából 1964 román, 864 magyar.
- 1992-ben 2246 lakosából 1817 román, 415 magyar.[2]

## Itt született
- Homm Pál (1907. április 27. – Budapest, 1987. június 24.) színész
- Varga Lajos (1890. január 26. – Sopron, 1963. május 10.) zoológus, a Magyar Tudományos Akadémia tagja
- Aurel Grigore Zegreanu (1905. május 31. - Kolozsvár, 1979. június 1.) költő
- Emil Zegreanu (1913. május 1. - Bukarest, 1987. április 2.) költő, műfordító